# 쑤청구
쑤청구(한국어: 숙성구, 중국어: 宿城区, 병음: Sùchéng Qū)는 중화인민공화국 장쑤성 쑤첸 시의 현급 행정구역이다. 넓이는 866km2이고, 인구는 2007년 기준으로 870,000명이다.

## 행정 구역
4개 가도, 10개 진, 4개 향을 관할한다.
- 가도: 幸福街道, 项里街道, 河滨街道, 古城街道.
- 진: 双庄镇, 耿车镇, 埠子镇, 龙河镇, 洋北镇, 仓集镇, 洋河镇, 中杨镇, 郑楼镇, 陈集镇.
- 향: 三棵树乡, 罗圩乡, 南蔡乡, 屠园乡.